# 실해석학
수학에서 실해석학(實解析學, 영어: real analysis) 또는 실변수함수론(實變數函數論, 영어: theory of functions of a real variable)은 실수와 수열, 실수의 급수, 실함수 등을 다루는 해석학의 한 분야이다. 특히 실함수 및 실수열의 수렴, 극한, 연속성, 매끈함, 미분 가능성, 적분 가능성 등을 다룬다.

방형파에 대한 푸리에 급수의 첫 네 부분합. 푸리에 급수는 실해석학에서 중요하게 사용되는 도구이다.

실해석학은 복소수와 복소함수 등을 다루는 복소해석학과는 구별된다.

## 범위

### 실수의 구성
실해석학의 정리들은 실수 체계의 성질을 기반으로 하기 때문에, 실수를 어떻게 구성할 것인가는 중요한 문제이다. 실수 체계는 비가산 집합({\displaystyle \mathbb {R} })과 함께 이항 연산인 더하기(+)와 곱하기(•), 그리고 순서 관계인 ≤로 구성된다. 따라서 이항 연산이 있는 실수 체계는 체이며, 또한 순서가 부여된 순서체이다. 실수는 완비 순서체이며, 임의의 완비 순서체는 실수 체계와 동형이라는 점에서 실수 체계는 유일한 완비 순서체이다. 실수는 완비성, 즉 메꿔질 구멍이 없다는 성질을 가지는데, 이러한 실수의 완비성은 다른 순서체(유리수체 {\displaystyle \mathbb {Q} } 등)와 구별되는 실수의 고유한 성질로서 실함수의 성질 등을 증명하는 데에 핵심적인 역할을 한다. 실수의 완비성은 주로 상한 공리를 이용하여 나타낸다.

### 실수의 순서 성질
실수는 복소수와는 달리 격자의 성질을 가지며, 또 양수들의 합이나 곱이 양수가 되는 순서체를 이룬다. 실수는 전순서 집합으로, 다음의 최소 상계 성질을 가진다.
상계를 가지는 임의의 공집합이 아닌 {\displaystyle \mathbb {R} }의 부분집합은 실수를 상한으로 가진다.
이러한 실수의 성질은 단조 수렴 정리와 중간값 정리, 평균값 정리 같은 실해석학의 기본 정리들의 증명에 근간이 된다.

### 실수의 위상적 성질
실해석학의 많은 정리들은 실직선의 위상적 성질로부터 기인한다. 위의 실수의 순서 성질 또한 위상적 성질과 밀접하게 연결되어 있다. 위상 공간으로서 실수는, 순서 {\displaystyle <}으로 유도되는 순서 위상인 표준 위상을 가진다. 한편 계량 또는 거리 함수 {\displaystyle d:\mathbb {R} \times \mathbb {R} \to \mathbb {R} _{\geq 0}}를 절댓값 함수 {\displaystyle d(x,y)=|x-y|}를 이용하여 정의하면, 실수는 전형적인 거리 공간이 된다. 계량 {\displaystyle d}에 의해 유도된 위상은 {\displaystyle <}에 의해 유도된 표준 위상과 동일하다. 따라서 중간값 정리와 같은 정리들은 {\displaystyle \mathbb {R} }뿐만 아니라 다른 일반적인 위상 공간에 대해서도 증명할 수 있다.

### 수열
수열이란 가산인 전순서 집합을 정의역으로 가지는 함수이다. 정의역은 보통 자연수로 주어지지만, 음수를 포함하는 정수를 정의역으로 가지는 양방향 수열을 사용하는 경우도 있다.
실해석학에서 다루는 개념인 실수열(영어: real-valued sequence)은 자연수를 정의역으로 가지는 사상 {\displaystyle a:\mathbb {N} \to \mathbb {R} :n\mapsto a_{n}}이다. 각 {\displaystyle a(n)=a_{n}}은 수열의 항(또는 원소)이라 한다. 수열은 보통 함수의 꼴로 나타내기보다는 정렬된 ∞-튜플인 것처럼 표현하는데, 아래처럼 각 항이나 일반항을 괄호로 감싼 형태로 표기한다.{\displaystyle (a_{n})=(a_{n})_{n\in \mathbb {N} }=(a_{1},a_{2},a_{3},\dots )}수열이 극한값에 점점 가까워지는 경우(즉, {\textstyle \lim _{n\to \infty }a_{n}}이 존재하는 경우) 수열이 수렴한다고 하고, 그렇지 않은 경우 발산한다고 한다. 수열 {\displaystyle (a_{n})}에 대해, 모든 {\displaystyle n\in \mathbb {N} }에 대해 {\displaystyle |a_{n}|<M}인 {\displaystyle M\in \mathbb {R} }이 존재하는 경우 {\displaystyle (a_{n})}은 유계라 한다. 또한 {\displaystyle (a_{n})}이{\displaystyle a_{1}\leq a_{2}\leq a_{3}\leq \cdots }또는{\displaystyle a_{1}\geq a_{2}\geq a_{3}\geq \cdots }인 경우 각각 단조 증가 또는 단조 감소한다고 하며, 두 가지 중 하나를 만족하는 경우 수열이 단조라 한다. 수열이 위의 식의 {\displaystyle \leq }나 {\displaystyle \geq }을 <나 >으로 바꾼 경우에도 성립할 때 각각 강한 단조 증가 또는 강한 단조 감소라 한다.
수열 {\displaystyle (a_{n})}이 주어졌을 때, 모든 자연수 {\displaystyle k}에 대해 {\displaystyle b_{k}=a_{n_{k}}}를 만족하고 {\displaystyle (n_{k})}가 증가하는 자연수 수열인 경우 {\displaystyle (b_{k})}는 {\displaystyle (a_{n})}의 부분수열이라 한다.

### 극한과 수렴
간단하게 말하면, 변수나 지표가 특정 값에 다가갈 때(함수나 수열이 한도 없이 증가 또는 감소할 때는 {\displaystyle \pm \infty }에 다가간다고 할 수도 있다.) 함수 또는 수열이 점점 "가까워지는" 값을 극한이라고 한다. 극한은 미적분학(넓게는 해석학)에서 중요한 개념이며 연속, 미분, 적분과 같은 개념들을 정의하기 위해서 극한의 엄밀한 정의가 사용된다.(사실, 극한의 성질은 미적분학과 해석학을 수학의 다른 분야들과 구별하는 특징이 된다.)
함수에서 극한이라는 개념은 17세기 말 뉴턴과 라이프니츠가 무한소 미적분학을 정립하면서 도입하였다. 수열의 극한 개념은 라이프니츠가 도입하였으며, 이후 19세기 말 볼차노와 바이어슈트라스가 다음의 엡실론-델타 논법을 이용하여 보다 엄밀하게 정의하였다.
정의. {\displaystyle f}가 {\displaystyle E\subset \mathbb {R} }에서 정의된 실함수라 하자. 임의의 {\displaystyle \varepsilon >0}에 대해, 모든 {\displaystyle x\in E}에 대하여 {\displaystyle 0<|x-x_{0}|<\delta }이면 {\displaystyle |f(x)-L|<\varepsilon }를 만족하도록 하는 {\displaystyle \delta >0}가 항상 존재하면, {\displaystyle x}가 {\displaystyle x_{0}}로 갈 때 {\displaystyle f(x)}가 {\displaystyle L}로 수렴한다 또는 {\displaystyle x}가 {\displaystyle x_{0}}로 갈 때 {\displaystyle f(x)}의 극한은 {\displaystyle L}이다라 하고{\displaystyle x\to x_{0}{\text{일 때}}f(x)\to L}또는{\displaystyle \lim _{x\to x_{0}}f(x)=L}이라 쓴다.
위의 정의는 다음과 같이 이해할 수 있다. {\textstyle x\to x_{0}}일 때 {\textstyle f(x)\to L}라는 것은 아무리 작은 {\displaystyle \varepsilon >0}가 주어지더라도, {\displaystyle x_{0}}와의 차이가 {\displaystyle \delta }보다 작은 모든 {\displaystyle x_{0}}가 아닌 실수 {\displaystyle x}에 대하여 {\displaystyle f(x)}와 {\displaystyle L}의 차이가 {\displaystyle \varepsilon >0}보다 작도록 하는 {\displaystyle \delta >0}를 항상 찾을 수 있다는 것이다. 정의의 조건에서 {\displaystyle 0<|x-x_{0}|<\delta }이기 때문에 {\textstyle \lim _{x\to x_{0}}f(x)=L}은 {\displaystyle f(x_{0})}의 값 자체에 대해서는 아무것도 알려주지 못한다. 사실 {\displaystyle x_{0}}가 {\displaystyle f}의 정의역에 있지 않더라도 {\textstyle \lim _{x\to x_{0}}f(x)=L}가 존재할 수 있다.
함수의 극한처럼, {\displaystyle n}이 커질 때 수열 {\displaystyle (a_{n})}에 대해서도 극한 개념을 적용할 수 있다.
정의. {\displaystyle (a_{n})}이 실수열이라 하자. 임의의 {\displaystyle \varepsilon >0}에 대해, 모든 {\displaystyle n\geq N}에 대하여 {\displaystyle 0<|a-a_{n}|<\delta }를 만족하도록 하는 {\displaystyle N}이 항상 존재하면, {\displaystyle (a_{n})}이 {\displaystyle a}로 수렴한다고 하고{\displaystyle n\to \infty {\text{일 때}}a_{n}\to a}또는{\displaystyle \lim _{n\to \infty }a_{n}=a}라 쓴다. {\displaystyle (a_{n})}이 수렴하지 않는다면 {\displaystyle (a_{n})}이 발산한다고 한다.
수열에서의 극한의 정의를 약간 변형하여 실함수에 대해서 일반화하면(수열 {\displaystyle (a_{n})}과 항 {\displaystyle a_{n}}을 각각 함수 {\displaystyle f}와 함숫값 {\displaystyle f(x)}로, 자연수{\displaystyle N}과 {\displaystyle n}을 각각 실수 {\displaystyle M}과 {\displaystyle x}로 바꾸면 된다.){\textstyle \lim _{x\to \infty }f(x)}, 즉 {\displaystyle x}가 한도 없이 증가할 때 {\displaystyle f(x)}의 극한을 정의할 수 있다. {\displaystyle x\geq M} 대신 {\displaystyle x\leq M}으로 바꾸면 {\displaystyle x}가 한도 없이 감소할 때 {\displaystyle f(x)}의 극한 {\textstyle \lim _{x\to -\infty }f(x)}을 정의할 수 있다.
때로는 수열의 수렴값은 모르더라도 수열이 수렴한다는 사실 자체가 유용할 때가 있는데, 이 경우 코시 수열이 유용하게 쓸 수 있는 개념이다.
정의. {\displaystyle (a_{n})}이 실수열이라 하자. 임의의  {\displaystyle \varepsilon >0}에 대해, {\displaystyle m,n\geq N}이면 {\displaystyle |a_{m}-a_{n}|<\varepsilon }을 만족하도록 하는 자연수{\displaystyle N}이 항상 존재하면 {\displaystyle (a_{n})}을 코시 수열이라 한다.
실수열이 수렴하는 것과 코시 수열인 것은 서로 필요충분조건이다. 이 성질은 실수에 표준 거리가 부여된 {\displaystyle (\mathbb {R} ,|\cdot |)}가 완비 거리 공간이라는 것으로 나타난다. 그러나 일반적인 거리 공간에서 코시 수열이 수렴할 필요는 없다.
한편 실수열이 단조라면, 실수열이 유계인 것과 수렴하는 것은 서로 필요충분조건이다.

### 함수열의 균등 수렴과 점별 수렴
실수의 수열처럼 {\displaystyle E\subset \mathbb {R} }을 정의역으로 갖는 함수 {\displaystyle f_{n}:E\to \mathbb {R} }들의 수열과 이 수열의 수렴성에 대해 생각할 수 있는데, 이 함수열을 {\displaystyle (f_{n})_{n=1}^{\infty }}와 같이 표기한다.  실수열과 달리 함수열의 경우 두 종류의 수렴이 존재하는데, 바로 균등 수렴과 점별 수렴이다.
간단히 말하면 {\displaystyle f_{n}}의 {\displaystyle f:E\to \mathbb {R} }로의 점별 수렴이란 임의의 {\displaystyle x\in E}에 대해 {\displaystyle n\to \infty }일 때 {\displaystyle f_{n}(x)\to f(x)}라는 것이고, {\displaystyle f_{n}\rightarrow f}라 쓴다. 반면 균등 수렴은 점별 수렴보다 강한 개념으로, 균등 수렴이면 점별 수렴이지만 그 역은 성립하지 않는다. 균등 수렴이란 임의의 {\displaystyle \varepsilon >0}에 대해, {\displaystyle n\geq N}일 때 모든 {\displaystyle x\in E}에 대하여 {\displaystyle |f_{n}(x)-f(x)|<\varepsilon }을 만족하도록 하는 {\displaystyle N}이 항상 존재한다는 것이고, {\displaystyle f_{n}\rightrightarrows f}라 쓴다. 균등 수렴을 직관적으로 시각화하자면, 충분히 큰 {\displaystyle N}에 대하여 함수 {\displaystyle f_{N},f_{N+1},f_{N+2},\ldots }가 모두 정의역 {\displaystyle E}에서 {\displaystyle f}를 기준으로 {\displaystyle 2\varepsilon }만큼의 간격을 가진 띠(즉, {\displaystyle f-\varepsilon }와 {\displaystyle f+\varepsilon } 사이) 내에 존재한다고 생각하면 된다.
두 극한의 연산(극한을 취하거나, 미분 또는 적분을 하는 등) 순서가 서로 바뀔 때, 점별 수렴인지 균등 수렴인지 구별하는 것이 중요할 때가 있다. 보통 실해석학의 많은 정리들에서는 연산 순서가 바뀌어도 성립하기 위해 균등 수렴이 조건으로 붙는 경우가 많다. 예를 들어 연속 함수들로 이루어진 수열이 균등 수렴이라면 수렴 함수가 연속이지만, 점별 수렴인 경우 연속이 아닐 수 있다.

### 콤팩트성
콤팩트성은 실해석학의 많은 정리들에서 중요한 역할을 하는 일반위상수학의 개념이다. 콤팩트성의 성질은 닫힌 유계 집합의 개념을 일반화한 것으로, 특히 실해석학에서 유클리드 공간에서는 집합이 콤팩트인 것과 닫힌 유계인 것이 동치이다. 여기서 닫힌 집합은 모든 경계점들을 포함하는 집합이고, 유계 집합은 임의의 두 점 사이의 거리가 {\displaystyle M}보다 작은 실수{\displaystyle M}이 존재하는 집합이다. {\displaystyle \mathbb {R} }에서 닫힌 유계, 즉 콤팩트인 집합으로는 공집합, 유한한 점으로 구성된 집합, 닫힌 구간, 그리고 유한 개의 닫힌 구간들의 합집합 등이 있다. 이 외에 {\displaystyle \{1/n:n\in \mathbb {N} \}\cup \{0}\}이나 칸토어 집합 {\displaystyle {\mathcal {C}}\subset [0,1]}도 콤팩트 집합의 예시이다. 반면 {\displaystyle \{1/n:n\in \mathbb {N} \}}와 같은 집합은 유계이기는 하나 경계점인 0을 포함하지 않기 때문에 콤팩트가 아니다.
실수의 부분집합에 대해서는, 콤팩트와 동치인 몇 가지 정의가 있다.
정의. 집합 {\displaystyle E\subset \mathbb {R} }가 닫힌 유계라면, 콤팩트이다.
이 정의는 모든 차원의 유클리드 공간 {\displaystyle \mathbb {R} ^{n}}에 대해서 성립하지만 일반적인 거리 공간에 대해서는 만족하지 않는다. 하이네-보렐 정리에 의하면 닫힌 유계를 이용한 정의는 후술할 부분덮개를 이용한 정의와 동치이다.
모든 거리 공간에 대한 보다 일반적인 콤팩트의 정의는 부분수열 개념을 사용한다.
정의. 거리 공간에서의 집합 {\displaystyle E}의 임의의 수열이 수렴하는 부분수열을 가지면 {\displaystyle E}는 콤팩트이다.
위와 같은 성질을 점렬 콤팩트성이라고 한다. {\displaystyle \mathbb {R} }에서는 집합이 점렬 콤팩트인 것과 닫힌 유계인 것이 동치이다. 점렬 콤팩트성을 이용한 정의는 거리 공간에서는 부분덮개를 이용한 정의와 동치이나, 일반적인 위상 공간에서는 성립하지 않는다.
위상 공간(따라서 거리 공간과 {\displaystyle \mathbb {R} }을 포함한다.)에서도 적용되는 일반적인 콤팩트의 정의는 열린 덮개 또는 부분 덮개 개념을 이용한다. 간단하게 설명하면, 열린 집합들로 이루어진 집합족 {\displaystyle U_{\alpha }}의 합집합이 {\displaystyle X}을 부분집합으로 가질 때, {\displaystyle U_{\alpha }}를 {\displaystyle X}의 열린 덮개 또는 부분 덮개라 한다. 이 열린 덮개가 {\displaystyle U_{\alpha }}의 유한 개의 집합으로 이루어진 집합족을 {\displaystyle X}의 열린 덮개로 가지는 것이 가능할 때, 유한 부분덮개를 가진다고 한다.
정의. 위상 공간에서의 집합 {\displaystyle X}의 임의의 열린 덮개가 유한 부분덮개를 가지면 {\displaystyle X}는 콤팩트이다.
콤팩트 집합은 수렴이나 연속같은 성질에서 조화를 이룬다. 예를 들어 임의의 코시 수열은 콤팩트 거리 공간에서 수렴한다. 또 연속 사상에서 콤팩트 거리 공간의 상 또한 콤팩트이다.

### 연속
실수 집합에서 실수 집합으로 사상하는 함수는 데카르트 좌표계에서 그래프로 나타낼 수 있다. 함수가 연속이라는 것은, 간단하게 말해서 함수의 그래프가 '구멍'이나 '도약' 없이 하나로 이어진 곡선이라는 것이다.
연속을 수학적으로 엄밀하게 정의하는 방법에는 여러 가지가 있다. 각 정의마다 일반적으로 정의 가능한 대상이 달라질 수 있는데, 두 가지 이상의 정의가 적용 가능한 경우 보통 두 정의가 서로 동치임을 보일 수 있다.
아래의 정의에서 {\displaystyle f:I\to \mathbb {R} }는 실수로 구성된 집합인 비퇴화(non-degenerate) 구간 {\displaystyle I}를 정의역으로 가지는 함수이다. 여기서 {\displaystyle I}는 실수 전체의 집합 {\displaystyle \mathbb {R} }이나 열린 구간{\displaystyle (a,b)=\{x\in \mathbb {R} \mid a<x<b\}}, 또는 닫힌 구간 {\displaystyle I=[a,b]=\{x\in \mathbb {R} \mid a\leq x\leq b\}}이 될 수 있다. 참고로 {\displaystyle a}와 {\displaystyle b}는 서로 다른 실수로, {\displaystyle I}가 공집합이나 원소를 한 개만 갖는 집합이 되는 경우를 제외한다.
정의. 비퇴화 구간 {\displaystyle I\subset \mathbb {R} }에 대하여 함수 {\displaystyle f:I\to \mathbb {R} }가 {\displaystyle p\in I}에 대해 {\textstyle \lim _{x\to p}f(x)=f(p)}를 만족하면 {\displaystyle f}는 {\displaystyle p}에서 연속이라고 한다. 구간 내의 모든 {\displaystyle p\in I}에서 {\displaystyle f}가 연속일 때 {\displaystyle f}를 연속 함수라고 한다.
{\displaystyle f}가 {\displaystyle p}에서 연속이려면, {\displaystyle p} 자체에서 {\displaystyle f}의 값과는 상관없었던 극한과 달리 {\textstyle \lim _{x\to p}f(x)}이 존재와 함께 다음의 두 조건 또한 만족해야 한다. (i) {\displaystyle f}가 {\displaystyle p}에서 정의되어 있어야 하고, (ii) {\displaystyle x\to p}일 때 {\displaystyle f(x)\to f(p)}여야 한다. 위의 정의는 고립점(isolated point)을 포함하지 않는 집합인 정의역 {\displaystyle E}, 즉 모든 {\displaystyle p\in E}가 극한점(limit point)인 정의역 {\displaystyle E}에 대해 적용 가능하다. 더 일반적인 집합 {\displaystyle X\subset \mathbb {R} }를 정의역으로 가지는 함수 {\displaystyle f:X\to \mathbb {R} }에 대한 정의는 아래와 같다.
정의. {\displaystyle X}가 {\displaystyle \mathbb {R} }의 부분집합이라 하자. 임의의 실수 {\displaystyle \varepsilon >0}에 대해, 모든 {\displaystyle x\in X}에 대하여 {\displaystyle |x-p|<\delta }이면 {\displaystyle |f(x)-f(p)|<\varepsilon }을 만족하도록 하는 실수  {\displaystyle \delta >0}가 항상 존재하면 {\displaystyle f:X\to \mathbb {R} }는 {\displaystyle p\in X}에서 연속이라고 한다. 모든 {\displaystyle p\in X}에 대해 {\displaystyle f}가 연속일 때 {\displaystyle f}를 연속 함수라고 한다.
위 정의를 따르면 {\displaystyle f}는 모든 고립점 {\displaystyle p\in X}에서 자명하게 연속이다. 이러한 다소 비직관적인 결론은 더 일반적인 위상 공간 위에서의 사상의 연속의 정의와 일맥상통하기 위해 필수적이다. 아래는 위상 공간에서의 연속의 정의로, 실해석학의 범위를 다소 벗어난다.
정의. {\displaystyle X}와 {\displaystyle Y}를 위상 공간이라 하자. 임의의 {\displaystyle Y}의 원소 {\displaystyle f(p)}의 근방 {\displaystyle V}에 대해 {\displaystyle f^{-1}(V)}가 {\displaystyle p\in X}의 근방이면 {\displaystyle f:X\to Y}는 {\displaystyle p}에서 연속이라고 한다. 모든 {\displaystyle Y}의 열린 집합 {\displaystyle U}에 대해 {\displaystyle f^{-1}(U)}가 {\displaystyle X}에서 열려 있으면 {\displaystyle f}를 연속 함수라고 한다.
(여기서 {\displaystyle f^{-1}(S)}는 {\displaystyle f}에 대한 {\displaystyle S\subset Y}의 역상이다.)

#### 균등 연속
정의. {\displaystyle X}가 실수로 구성된 집합이라 하자. 임의의 실수 {\displaystyle \varepsilon >0}에 대해, 모든 {\displaystyle x,y\in X}에 대하여 {\displaystyle |x-y|<\delta }이면 {\displaystyle |f(x)-f(y)|<\varepsilon }를 만족하도록 하는 {\displaystyle \delta >0}가 항상 존재하면 {\displaystyle f:X\to \mathbb {R} }는 {\displaystyle X}에서 균등 연속이라고 한다.
{\displaystyle X}가 균등 연속이라는 것은, {\displaystyle \varepsilon }이 주어졌을 때 모든 {\displaystyle X}의 원소에 대하여 주어진 조건을 만족하도록 하는 {\displaystyle \delta }를 선택할 수 있다는 것이다. 반면 함수가 모든 점 {\displaystyle p\in X}에서 일반적인 연속일 때는 {\displaystyle \varepsilon }와 {\displaystyle p} 값에 따라 {\displaystyle \delta }가 달라진다. 또 일반적인 연속과는 달리 함수가 균등 연속이라는 것은 특정 정의역이 주어졌을 때만 성립하는 개념으로, 어떤 점 {\displaystyle p}에서의 균등 연속과 같은 것은 없다.
콤팩트 집합을 정의역으로 갖는 연속 함수는 균등 연속임을 보일 수 있다. 반면 {\displaystyle E}가 유계이고 콤팩트가 아닌 {\displaystyle \mathbb {R} }의 부분집합일 때 연속이지만 균등 연속은 아닌 함수 {\displaystyle f:E\to \mathbb {R} }가 존재할 수 있다. 예를 들어 함수 {\displaystyle f:(0,1)\to \mathbb {R} }가 {\displaystyle f(x)=1/x}로 주어졌을 때, 주어진 {\displaystyle \varepsilon >0}에 대하여 어떤 {\displaystyle \delta >0}를 선택하든지 상관없이 0과 충분히 가까울 때 {\displaystyle |f(x)-f(y)|>\varepsilon }가 되도록 할 수 있으므로 이 함수는 연속이지만 균등 연속이 아니다.

#### 절대 연속
정의. {\displaystyle I\subset \mathbb {R} }가 실직선 위의 구간이라 하자. 임의의 {\displaystyle \varepsilon }에 대해, 각자 서로소인 {\displaystyle I}의 소구간(sub-interval)들로 이루어진 유한 수열 {\displaystyle (x_{1},y_{1}),(x_{2},y_{2}),\ldots ,(x_{n},y_{n})}이 {\displaystyle \sum _{k=1}^{n}(y_{k}-x_{k})<\delta }이면 {\displaystyle \sum _{k=1}^{n}|f(y_{k})-f(x_{k})|<\varepsilon .}을 만족하도록 하는 {\displaystyle \delta }가 항상 존재하면 {\displaystyle f:I\to \mathbb {R} }는 {\displaystyle I}에서 절대 연속이라고 한다.
위에서 n=1이면 연속의 정의에 해당하므로 절대 연속인 함수는 연속이다. I에서 절대 연속인 모든 함수들의 집합은 AC(I)로 표기한다. 절대 연속은 르베그 적분에서 중요하게 쓰이는 개념으로, 일반화된 미적분학의 기본정리를 르베그 적분에 대해 적용할 수 있도록 해준다.

### 미분
함수의 미분 또는 미분 가능성이라는 개념은 '가장 최선의' 선형 근사를 이용해 함수를 근사한다는 개념에서 비롯되었다. 이러한 선형 근사는, 만약 존재한다면, 주어진 점 {\displaystyle a}에서 접하고 경사가 {\displaystyle a}에서의 미분계수인 직선으로 유일하게 주어진다.
함수 {\displaystyle f:\mathbb {R} \to \mathbb {R} }에 대해 다음의 극한
{\displaystyle f'(a)=\lim _{h\to 0}{\frac {f(a+h)-f(a)}{h}}}
이 존재할 때 {\displaystyle f}는 {\displaystyle a}에서 미분 가능하다고 한다. 이때의 극한값은 {\displaystyle a}에서 {\displaystyle f}의 미분 계수라 하며 함수 {\displaystyle f'}은 {\displaystyle f}의 미분(또는 도함수)라고 한다. 모든 점에서 도함수가 존재할 때 함수를 미분 가능하다고 한다.
{\displaystyle f}가 {\displaystyle a}에서 미분 가능하다면 또한 {\displaystyle a}에서 연속이다. 따라서 미분 가능성은 연속보다 강한 조건이며(미분은 함수의 '매끄러움'을 나타내는 조건이라고 볼 수 있다.), 모든 점에서 연속이면서 모든 점에서 미분 불가능한 함수가 존재할 수도 있다.(바이어슈트라스 함수 참고) 도함수의 도함수를 계속해서 구하는 식으로 고계 도함수를 정의하는 것도 가능하다.
각 함수는 미분 가능성에 따라 클래스를 분류할 수 있다. 클래스 {\displaystyle C^{0}}는(구간에 대해 적용하여 {\displaystyle C^{0}([a,b])}라 표기하기도 한다.) 모든 연속 함수들의 집합이다. 클래스 {\displaystyle C^{1}}는 모든 연속 미분가능 함수, 즉 도함수가 연속 함수인 미분 가능 함수들의 집합이다. 따라서 {\displaystyle C^{1}}에 속하는 함수는 도함수가 {\displaystyle C^{0}}에 속하는 함수이다. 일반적으로, {\displaystyle C^{k}}는 {\displaystyle C^{0}}를 모든 연속 함수들의 집합으로 정의한 뒤 임의의 자연수 {\displaystyle k}에 대해 {\displaystyle C^{k}}를 도함수가 {\displaystyle C^{(}k-1)}에 속하는 함수들의 집합으로 정의하는 재귀적인 방법으로 정의할 수 있다. 특히 모든 {\displaystyle k}에 대해 {\displaystyle C^{k}}는 {\displaystyle C^{(}k-1)}에 포함되는 집합이다. 클래스 {\displaystyle C^{\infty }}는 모든 음이 아닌 정수 {\displaystyle k}에 대하여 {\displaystyle C^{k}} 클래스들의 교집합으로 정의하며, {\displaystyle C^{\infty }}의 원소를 매끄러운 함수라 부른다. 매끄러운 함수는 무한 번 미분 가능하다. 클래스 {\displaystyle C^{\omega }}는 모든 해석 함수들의 집합으로, {\displaystyle C^{\infty }}의 진부분집합이다(매끄럽지만 비해석적인 함수의 예로는 범프 함수가 있다.).

### 급수
급수란 무한히 나열된 수들의 합을 구한다는 개념을 엄밀하게 정의한 것이다. 무한히 많은 수들을 더한 값이 유한한 값이 될 수 있다는 사실은 고대 그리스인들에게 비직관적으로 보였고, 제논과 같은 철학자들은 이와 관련해 많은 역설들을 남겼다. 현대에 이르러서는 무한히 많은 수들을 더한다는 다소 모호한 개념 대신 급수에 값들을 부여한다는 개념을 사용한다. 구체적으로는 첫 {\displaystyle n}개 항의 합으로 정의되는 부분합을 고려하는데, {\displaystyle n}이 무한히 커질 때 이 부분합들로 이루어진 수열이 수렴한다면 이 수렴하는 값을 급수로 정의한다.
(무한) 수열 {\displaystyle (a_{n})}이 주어졌을 때 급수를 {\textstyle a_{1}+a_{2}+a_{3}+\cdots =\sum _{n=1}^{\infty }a_{n}}로 정의하며, 간단히 {\textstyle \sum a_{n}}로 쓰기도 한다. 급수의 부분합 {\textstyle \sum a_{n}}은 {\textstyle s_{n}=\sum _{j=1}^{n}a_{j}}로 정의한다. 급수 {\textstyle \sum a_{n}}은 부분합들로 이루어진 수열 {\displaystyle (s_{n})}이 수렴할 때 수렴한다고 하고, 그렇지 않을 때 발산한다고 한다. 급수의 합은 {\textstyle s=\lim _{n\to \infty }s_{n}}으로 정의한다.
여기서 '합'이란 부분합들로 이루어진 수열의 극한을 의미하는 비유적인 개념으로 이해해야 하며, 단순히 무한히 많은 수들을 '더하는' 개념으로 오해해서는 안 된다. 일례로 유한 수열의 합과는 달리 무한 급수는 각 항들의 더하는 순서를 바꾸면 수렴값이 달라질 수 있다(리만 재배열 정리 참고).
다음의 기하급수는 수렴하는 급수의 예시이며, 제논의 역설 등이 이 원리를 이용하였다.
{\displaystyle \sum _{n=1}^{\infty }{\frac {1}{2^{n}}}={\frac {1}{2}}+{\frac {1}{4}}+{\frac {1}{8}}+\cdots =1.}
반면 다음의 조화급수는 중세 시대 때부터 발산한다는 사실이 알려져 있었다.
{\displaystyle \sum _{n=1}^{\infty }{\frac {1}{n}}=1+{\frac {1}{2}}+{\frac {1}{3}}+\cdots =\infty .}
(위에서 '{\displaystyle =\infty }'은 급수의 부분합이 무한히 커진다는 것을 의미한다.)
급수 {\textstyle \sum a_{n}}은 {\textstyle \sum |a_{n}|}이 수렴할 때 절대 수렴한다고 한다. 절대 수렴하는 급수가 수렴함은 쉽게 보일 수 있다. 반면 다음과 같은 급수는 수렴하지만 절대 수렴하지는 않는다.
{\displaystyle \sum _{n=1}^{\infty }{\frac {(-1)^{n-1}}{n}}=1-{\frac {1}{2}}+{\frac {1}{3}}-{\frac {1}{4}}+\cdots =\ln 2.}

#### 테일러 급수
실함수 또는 복소함수 ƒ(x)가 a에서 매끄러울 때 a에서 f(x)의 테일러 급수는 다음의 멱급수
{\displaystyle f(a)+{\frac {f'(a)}{1!}}(x-a)+{\frac {f''(a)}{2!}}(x-a)^{2}+{\frac {f^{(3)}(a)}{3!}}(x-a)^{3}+\cdots .}
이다. 이는 또한 시그마 기호를 사용해
{\displaystyle \sum _{n=0}^{\infty }{\frac {f^{(n)}(a)}{n!}}\,(x-a)^{n}}
로 나타낼 수도 있다. 여기서 n!은 n의 팩토리얼이고 ƒ (n)(a)은 a에서 f의 n계 도함수 값이다. n = 0일 때 ƒ (n)(a)은 f 자신을 의미하고 (x − a)0과 0!은 1로 정의된다. a = 0일 때의 테일러 급수를 매클로린 급수라 부른다.
a에서 f의 테일러 급수는 발산할 수도, a에서만 수렴할 수도, {\displaystyle |x-a|<R}인 모든 x에 대해 수렴할 수도(이러한 조건을 만족하는 가장 큰 R을 수렴반지름이라 한다.), 실직선 전체에서 수렴할 수도 있다. 수렴하는 테일러 급수가 그 점에서의 함숫값과 다른 값으로 수렴할 수도 있다. 정의역 내의 모든 x0에 대해 x0의 테일러 급수가 그 근방에서 함수로 수렴하면 함수가 해석적이라 한다. 해석 함수는 많은 중요한 성질을 갖고 있는데, 특히 해석적인 실함수는 복소함수로 자연스럽게 확장할 수 있다. 지수 함수와 로그 함수, 삼각함수 및 그 역함수들은 모두 이러한 방법을 통해 복소수로 확장할 수 있다.

#### 푸리에 급수
푸리에 급수는 주기함수나 주기적인 신호를 사인함수나 코사인함수(또는 복소지수)와 같은 단순 진동함수들로 분해하는 데에 사용한다. 푸리에 급수는 해석학의 하위 분야인 푸리에 해석에서 핵심적으로 다루는 개념이다.

### 적분
적분이란 곡선으로 둘러싸인 영역의 넓이나 곡선의 길이, 표면으로 둘러싸인 공간의 부피 등을 구하는 데에 쓰이는 개념이다. 고대 그리스와 중국에서는 이런 값들을 구하기 위해 실진법(영어: method of exhaustion)을 이용하였다. 이 방법은 주어진 영역에 내접하는 다각형과 외접하는 다각형의 넓이를 계산하여 구하고자 하는 넓이를 근사하는 것으로, 점점 더 작은 조각들을 영역 내부와 외부에 계속해서 덧붙여 나가면 두 값이 주어진 영역의 넓이로 수렴하는 원리에 기초한다.
리만 적분을 정의할 때도 실진법의 원리를 이용하는데, 점점 더 작은 직사각형 조각(이를 '세분'이라 한다.)으로 영역을 쪼갤 수록 리만(또는 다르부) 상합과 하합이 동시에 특정 값으로 수렴할 때 적분이 존재한다고 한다. 리만 적분보다 좀 더 복잡하기는 하지만 르베그 적분도 비슷한 개념을 사용하여 적분을 정의한다. 리만 적분과 달리 더 정교한 르베그 적분을 이용하면, 넓이를 정의할 수 있는 가측 집합이 아닌 경우를 제외하면 복잡하고 비정규적인 유클리드 공간 집합의 넓이(또는 길이, 부피 등. 이를 '측도'라는 개념으로 일반화한다.)도 계산할 수 있다.

#### 리만 적분
리만 적분은 어떤 구간의 분할이 주어졌을 때 함수의 리만 합을 이용하여 정의할 수 있다. {\displaystyle [a,b]}가 실직선 위의 닫힌 구간이라 하자. 이때 {\displaystyle [a,b]}의 분할 {\displaystyle {\cal {P}}}는 아래의 유한 수열
{\displaystyle a=x_{0}\leq x_{1}\leq x_{2}\leq \cdots \leq x_{n-1}\leq x_{n}=b\,\!}
이다. {\displaystyle {\cal {P}}}는 {\displaystyle i=1,\ldots ,n}인 {\displaystyle i}에 대해{\displaystyle n}개의 닫힌 구간 {\displaystyle t_{i}\in [x_{i-1},x_{i}]}로 {\displaystyle [a,b]}를 분할한다. 이제 {\displaystyle [a,b]}에서 정의된 함수 {\displaystyle f}에 대해 각 {\displaystyle n}개의 구간에서 임의의 실수 {\displaystyle t_{i}\in [x_{i-1},x_{i}]}를 선택하면, {\displaystyle f}의 리만합을
{\displaystyle \sum _{i=1}^{n}f(t_{i})\Delta _{i}}
으로 정의한다. 여기서 {\displaystyle \Delta _{i}=x_{i}-x_{i-1}}는 {\displaystyle i}번째 닫힌 구간의 길이이다. 따라서 위에서 더해지는 각 항은, 너비가 닫힌 구간의 길이이고 높이가 그 구간에서 임의로 선택했던 점에서의 함숫값인 직사각형의 넓이를 의미한다. 주어진 분할에서 가장 넓은 구간의 길이 {\textstyle \|\Delta _{i}\|=\max _{i=1,\ldots ,n}\Delta _{i}}를 분할의 노름(영어: norm) 또는 메시(영어: mesh)라 한다. 임의의 {\displaystyle \varepsilon >0}에 대해, 노름이 {\displaystyle \|\Delta _{i}\|<\delta }인 모든 분할 {\displaystyle {\cal {P}}}에 대하여 아래 식을 만족하는 {\displaystyle \delta >0}가 존재하면 {\displaystyle S}를 {\displaystyle [a,b]}에서 {\displaystyle f}의 리만 적분이라 한다.
{\displaystyle \left|S-\sum _{i=1}^{n}f(t_{i})\Delta _{i}\right|<\varepsilon }
리만 적분은 {\textstyle {\mathcal {R}}\int _{a}^{b}f=S}로 표기하기도 한다. 각 구간에서 함숫값이 최대(또는 최소)가 되는 점을 선택했을 때의 리만 합을 다르부 상합(또는 다르부 하합)이라 한다. 충분히 작은 노름에 대해 다르부 상합과 하합의 차가 임의의 값보다 작아질 수 있으면 함수를 다르부 적분가능하다고 한다. 다르부 적분가능은 리만 적분가능과 동치로, 함수의 다르부 적분과 리만 적분 값은 같다. 미적분학 및 해석학 교재에서는 다르부 적분과 리만 적분의 정의를 혼용해서 사용하는 경우가 많다.
미적분학의 기본정리에 의하여, 특정 조건 하에서 미분과 적분은 서로 역연산 관계에 있다.

#### 르베그 적분과 측도
르베그 적분은 더 많은 종류의 함수 및 더 다양한 종류의 정의역에 대해 적분을 정의할 수 있게 해 준다. 또 길이와 넓이, 부피 등을 일반화한 개념인 측도를 사용한다.

### 분포
분포(또는 일반화된 함수)란 함수를 일반화한 것이다. 분포를 사용하면 기존에 미분 불가능했던 함수를 미분할 수도 있다.

## 주요 정리
실해석학의 주요 정리들로는 볼차노-바이어슈트라스 정리, 하이네-보렐 정리, 중간값 정리, 평균값 정리, 테일러 정리, 미적분학의 기본정리, 아르젤라-아스콜리 정리, 스톤-바이어슈트라스 정리, 파투 보조정리, 단조 수렴 정리, 지배 수렴 정리 등이 있다.

## 같이 보기
- 복소해석학

## 참고 문헌
- Abbott, Stephen (2001). 《Understanding Analysis》. Undergraduate Texts in Mathematics. New York: Springer-Verlag. ISBN 0-387-95060-5.
- Aliprantis, Charalambos D.; Burkinshaw, Owen (1998). 《Principles of real analysis》 3판. Academic. ISBN 0-12-050257-7.
- Bartle, Robert G.; Sherbert, Donald R. (2011). 《Introduction to Real Analysis》 4판. New York: John Wiley and Sons. ISBN 978-0-471-43331-6.
- Bressoud, David (2007). 《A Radical Approach to Real Analysis》. MAA. ISBN 978-0-88385-747-2.
- Browder, Andrew (1996). 《Mathematical Analysis: An Introduction》. Undergraduate Texts in Mathematics. New York: Springer-Verlag. ISBN 0-387-94614-4.
- Carothers, Neal L. (2000). 《Real Analysis》. Cambridge: Cambridge University Press. ISBN 978-0521497565.
- Dangello, Frank; Seyfried, Michael (1999). 《Introductory Real Analysis》. Brooks Cole. ISBN 978-0-395-95933-6.
- Kolmogorov, A. N.; Fomin, S. V. (1975). 《Introductory Real Analysis》. Translated by Richard A. Silverman. Dover Publications. ISBN 0486612260.
- Rudin, Walter (1976). 《Principles of Mathematical Analysis》. Walter Rudin Student Series in Advanced Mathematics 3판. New York: McGraw–Hill. ISBN 978-0-07-054235-8.
- Rudin, Walter (1987). 《Real and Complex Analysis》 3판. New York: McGraw-Hill. ISBN 978-0-07-054234-1.
- Spivak, Michael (1994). 《Calculus》 3판. houston, Texas: Publish or Perish, Inc. ISBN 091409890X.